# فرودگاه رانگیروا
 فرودگاه رانگیروا (به انگلیسی: Rangiroa Airport) (به زبان بومی: Aéroport de Rangiroa) یک فرودگاه همگانی با کد یاتا RGI است . این فرودگاه در کشور پلی‌نزی فرانسه قرار دارد و در ارتفاع ۲ متری از سطح دریا واقع شده است.